# Джиммі Вайт
Дже́ймс (Джи́ммі) Во́ррен Ва́йт, MBE (англ. James (Jimmy) Warren White; нар.2 травня 1962) — англійський професіональний гравець у снукер. Чемпіон світу серед аматорів 1980 року, чемпіон світу у парному розряді 1984 року (разом з Алексом Гіггінсом), чемпіон світу 2009 року зі снукеру у версії 6 червоних, шестиразовий фіналіст чемпіонатів світу, триразовий (2010, 2019, 2020 роки) чемпіон світу серед ветеранів (сеньйорів).
Прізвисько «Вихор» Вайт отримав через свій атакувальний і стрімкий стиль гри. Також відомий як «Народний чемпіон». На думку фахівців, є одним з найбільш видатних і популярних гравців у історії снукеру.
Вайт виграв два із трьох турнірів Потрійної Корони: чемпіонат Великої Британії (у 1992 р.) та Мастерс (у 1984 р.). Також він є переможцем десяти рейтингових турнірів у професійному турі. На даний момент Джиммі посідає десяту сходинку в загальному списку переможців рейтингових турнірів зі снукеру. Він дійшов до шести фіналів чемпіонату світу, але в підсумку так ніколи й не здобув трофей. Найближчим до перемоги Вайт був у 1994 році, коли програв у вирішальному фреймі Стівену Гендрі.
Джиммі Вайт провів 21 сезон у топ-16 снукерного професійного туру. У командних змаганнях він виграв Кубок націй та Кубок світу з Англією. Є одним із гравців, які зробили понад 300 сенчурі-брейків у професійних змаганнях. Вайт також був першим гравцем шульгою і другим гравцем у загалом в історії, хто зробив максимальний брейк (147 очок) на чемпіонаті світу зі снукеру в театрі Крусібл.

## Короткий огляд кар'єри гравця[2]
Джиммі Вайт народився в Стрітборн-роуд, Тутінг, Лондон, Англія. Його природні здібності до снукеру призвели до успішної аматорської кар'єри. Вигравши чемпіонат Чемпіонат Англії серед аматорів у 1979 році, через рік він у віці 18 років став наймолодшим переможцем Чемпіонату світу серед аматорів на той час.
1984 рік. Уперше досягає фіналу чемпіонату світу, програвши в ньому Стіву Девісу. Виграє Мастерс, перемігши в фіналі з рахунком 9-5 Террі Гріффітса.
1986 рік. Виграє свій перший рейтинговий титул, обігравши Кліфа Торбурна 13-12 у фіналі Mercantile Classic. Перемагає на турнірі Гран-прі.
1987 рік. Стає другим номером світового рейтингу в професійному турі.
1992 рік. Виграє чемпіонат Великої Британії, обігравши в фіналі Джона Перрота з рахунком 16-9. Робить незабутній максимальний брейк (147 очок) на Чемпіонаті світу в Крусіблі.
1994 рік. Досягає свого шостого фіналу в на Чемпіонаті світу зі снукеру, програвши Стівену Гендрі в фіналі з рахунком 17-18.
2004 рік. Виграє свій десятий рейтинговий титул, обігравши Пола Хантера в фіналі Players Championship у Глазго.
2010 рік. Виграє чемпіонат світу серед людей серед ветеранів (сеньйорів), обігравши в фіналі Стіва Девіса.
2019 рік. Розпочинає свій 40-й сезон поспіль як професіонал. Виграє чемпіонат світу серед ветеранів у Крусіблі, обігравши в фіналі Даррена Моргана.
2020 рік. Другий рік поспіль виграє чемпіонат світу серед ветеранів у Крусіблі, відігравшись у фіналі з рахунку 0-4 проти Кена Доерті і в підсумку перемігши 5-4.

## Особисте життя
Джиммі Вайт був одружений з Морін Моклер, і в них п'ятеро дітей: Лорен (1981 р.н.), Ешлі (1987 р.н.), Джорджія (1988 р.н.), Бриз (1989 р.н.) і Томмі (1998 р.н.)
Вайт грає в пул і покер. Разом зі Стівом Девісом та Алексом Хіггінсом Джиммі був членом переможної збірної Європи під час Кубка Москоні 1995 року. Він виграв турнір Poker Million, який відбувся в 2003 році, і на якому Стів Девіс також був за фінальним столом.
Нині Джиммі Вайт є коментатором снукеру на телеканалі Eurosport-UK. Також є шанувальником «Челсі» з 1972 року.